# Château de Schiedberg
Le château de Schiedberg, appelé en allemand Burg Schiedberg est un château fort, actuellement en ruines, situé sur le territoire de la commune grisonne de Sagogn, en Suisse.

## Histoire
Selon des fouilles effectuées entre 1964 et 1968, la colline sur laquelle se dressait le château a été occupée successivement pendant la préhistoire, l'époque romaine et le haut Moyen Âge. Le dernier château fut bâti aux environs de l'an 1000 et étendu à plusieurs reprises jusqu'en 1250 par les seigneurs de Sagogn, puis, dès 1320, par les comtes de Werdenberg-Heiligenberg. Détruit par un incendie vers 1400, le château tomba progressivement en ruine.
L'ensemble est inscrit comme bien culturel d'importance nationale.

## Sources
- (de) Cet article est partiellement ou en totalité issu de l’article de Wikipédia en allemand intitulé « Burg Schiedberg » (voir la liste des auteurs).